# Denis Sinyayev
Denis Petrovich Sinyayev (tiếng Nga: Денис Петрович Синяев; sinh ngày 13 tháng 10 năm 1984) là một cầu thủ bóng đá người Nga. Anh thi đấu cho FC Avangard Kursk.